# Хена Куртагић
Хена Куртагић (Нови Пазар, 27. август 2004) српска је одбојкашица. Игра на позицији средњег блокера. У каријери је играла за ТЕНТ из Обреновца. 2023. године наступала је за француску екипу Нант, а од 2024 наступа за италијански Веро Волеј.
Хена Куртагић је чланица женске одбојкашке репрезентације Србије. Дебитовала је за сениорску репрезентацију на Медитеранским играма 2022. када је освојила бронзану медаљу. У 2023. учествовала је у првој недељи Лиге нација. Уврштена је у састав Србије за сениорско Европско првенство 2023. и за Летње олимпијске игре 2024.

## Успеси

### Клупски
- ТЕНТ
  - Суперлига Србије: 2020.

### Суперлига Европе 2024/25
- Европско првенство: сребро 2023.